# Paulina Kernberg
La Dra. Paulina F. Kernberg (10 de enero de 1935 – 12 de abril de 2006) fue una psiquiatra infantil Chileno Americana, una autoridad en los trastornos de la personalidad, y profesora en la Universidad Cornell.

## Biografía
Kernberg Nació en Chile y se convirtió en una ciudadana estadounidense en el año 1968. Se casó con Otto F. Kernberg, un profesor de psiquiatría en Cornell. 
Paulina Kernberg trabajo estudios incluidos en los efectos emocionales de divorcio, donde note el trauma de divorcio era segundo único a la muerte de un padre en la percepción de niños implicó. Siguiendo este trabajo,  ayude encontrada un programa clínico para niños de divorció familias en la Nueva York-Presbyterian Hospital. Sea la directora del Residency Programa en Niño y Adolescente Psychiatry en la Nueva York Presbyterian Hospital, Payne Whitney Westchester-Weill Cornell Centro Médico desde entonces 1978, hasta su muerte. Sea una profesora en el Columbia Centro Universitario para Búsqueda y Formación Psicoanalíticas, donde sea un supervisando y entrenando analista en #Psicoanálisis y #Psicoanálisis de Niño. Ella authored encima 100 artículos y capítulos en niño psychiatry y #psicoanálisis, y presentó internacionalmente y en lenguas múltiples. 
- Datos: Q7154943